# Anne xứ Bretagne
Anne xứ Bretagne (tiếng Pháp: Anne de Bretagne; tiếng Breton: Anna Vreizh hay Anna Breizh; 25 tháng 1 năm 1477 – 9 tháng 1 năm 1514), là Nữ công tước xứ Bretagne và Vương hậu của Vương quốc Pháp từ năm 1491 đến năm 1498 và từ năm 1499 đến khi mất. Bà là người duy nhất đăng quang Vương hậu Pháp hai lần. Trong cuộc chiến tranh Ý, Anne còn là Vương hậu Napoli, từ năm 1501 đến năm 1504 và là Công tước phu nhân xứ Milano từ năm 1499 đến năm 1500 và từ năm 1501 đến năm 1512.
Sau cái chết của cha, Anna kế thừa Công quốc Bretagne, ngoài ra bà còn tiếp nhận các lãnh địa Nantes, Montfort và Richmond; và danh vị Tử tước xứ Limoges. Vào thời đó, bà là người phụ nữ châu Âu giàu có nhất. Dù lúc đó, bà mới 12 tuổi, nhưng đã tỏ ra là một nhà lãnh đạo cứng rắn và có chiến lược. Bà lên kế hoặc kết hôn bằng cách có người ủy nhiệm với Maximilian I của Thánh chế La Mã, nhưng Charles VIII của Pháp nhận thấy rằng việc này sẽ tạo một liên minh giữa Bretagne và Áo, nên đã mở một chiến dịch tấn công vào Bretagne buộc bà phải hủy bỏ hôn ước.
Sau đó, Anne chấp nhận hôn ước với Charles VIII vào năm 1491, nhưng cuộc hôn nhân không kéo dài lâu khi bà không sinh được người con nào còn sống đến khi trưởng thành, và khi Charles VIII qua đời vào năm 1498 thì vương vị chuyển về cho người em họ, Louis XII của Pháp. Nữ công tước Anne, Vương hậu quả phụ của Charles VIII vì muốn bảo vệ Công quốc Bretagne khỏi việc sáp nhập vào Pháp, đã đồng ý kết hôn một lần nữa với Louis XII, trở thành vị Vương hậu nước Pháp duy nhất đăng quang hai lần. Cuộc hôn nhân diễn ra êm đẹp, khi Louis XII cực kì chìm đắm vào tình yêu đối với bà, và bà cũng tìm cách bảo vệ được Bretagne. Bà và Louis XII có hai người con gái, Claude và Renée, nhưng do Đạo luật Salic mà không thể thừa kế ngai vàng nước Pháp, người con gái lớn chỉ thừa kế Công quốc Bretagne. Bà muốn sắp đặt để Claude kết hôn với Karl V của Thánh chế La Mã, nhưng bà qua đời ngay đúng lúc đó. Claude về sau kết hôn với François I của Pháp, và việc này khiến Bretagne chính thức bị sáp nhập vào nước Pháp.
Anne rất được kính trọng đối với người dân Bretagne, vị Nữ công tước quả cảm vì quyền lợi của đất nước mình mà có nhiều chiến lược hôn nhân chính trị với nước Pháp. Vào thời kỳ chủ nghĩa lãng mạn lên ngôi, bà trở thành một biểu tượng về lòng yêu nước của người Breton và được đắp tượng đài cũng như thành hình tượng chủ chốt trong rất nhiều tác phẩm nghệ thuật.

## Tiểu sử

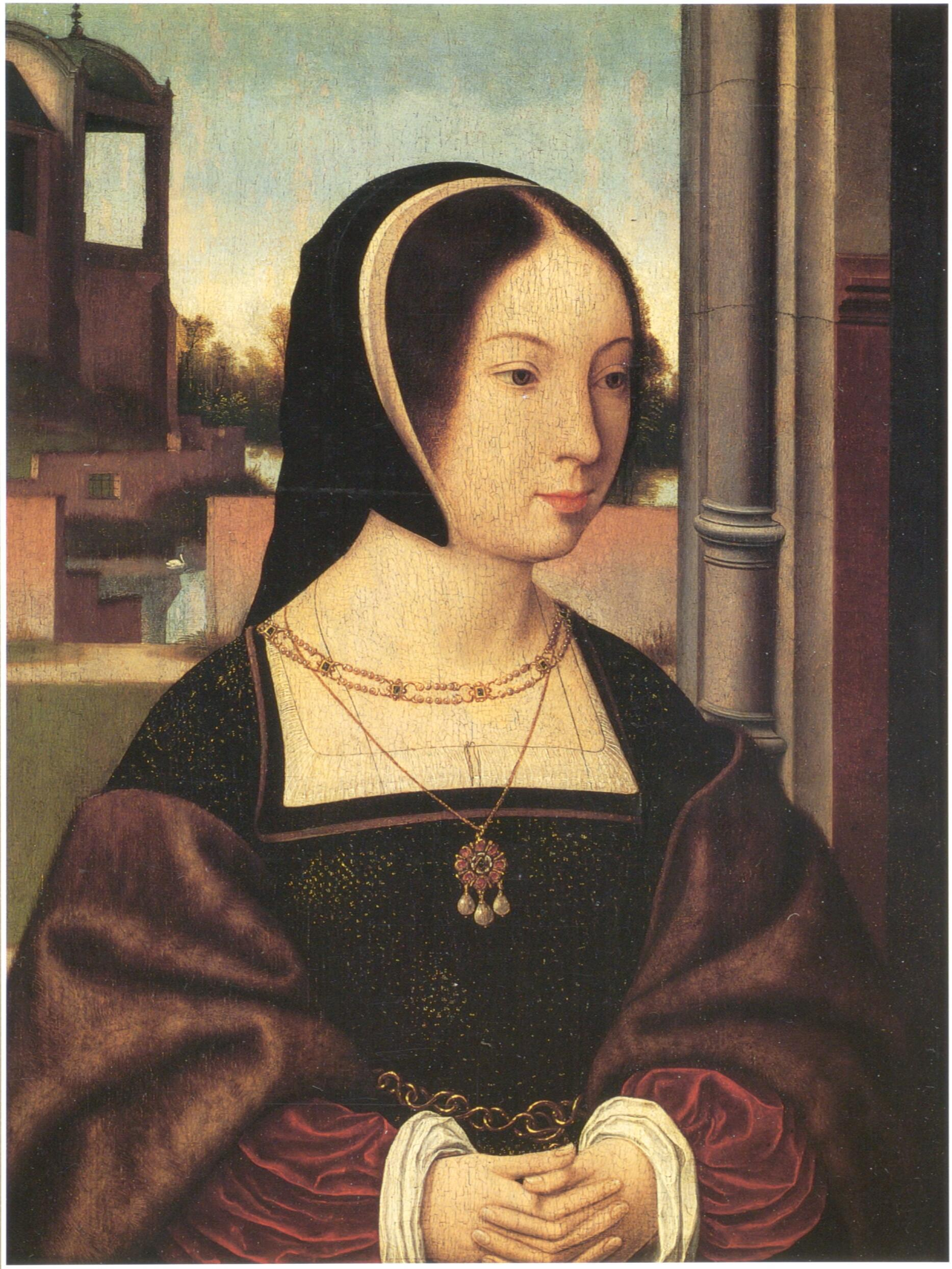
Chân dung Anna của Breizh, được vẽ vào khoảng những năm 1520s.

Anne sinh ra ở Nantes, Bretagne, trong lâu đài Château des ducs de Bretagne. Bà là con gái lớn nhất của François II xứ Bretagne và Marguerite xứ Foix, dưới bà là một người em gái, Isabelle. Ông bà ngoại của bà là Gaston IV xứ Foix và Leonor của Navarra. Vào năm 7 tuổi, Anne đã mồ côi cả cha và mẹ.
Từ nhỏ, Anne đã được giáo dục khá hoàn thiện, khi có thể đọc và viết tiếng Pháp và một chút tiếng Latinh. Sau khi cha mẹ qua đời, bà được nuôi dạy bởi Françoise de Dinan, Phu nhân Chateaubriant. Việc giáo dục của bà còn được phụ trách bởi Jean Meschinot, một nhà thơ, người đã dạy bà ca hát và khiêu vũ.
Vào thời kì này, đạo luật thừa kế vẫn chưa hoàn toàn rõ ràng. Trước cuộc Chiến tranh kế vị Breton diễn ra do Đạo luật Salic ban hành, thì phụ nữ hoàn toàn có quyền thừa kế, với một điều kiện chỉ khi nào những người con trai đã không còn. Sau Hòa ước Guérande năm 1365, quy định rằng nếu dòng nam của nhà Montfort tận tuyệt, thì dòng dõi của Jeanne xứ Penthièvre sẽ có tư cách kế vị. Tại lúc đó, cha bà François II là người cuối cùng của nhà Montfort, còn người thừa kế dòng Blois-Penthièvre là Nicole xứ Blois đã bán đi quyền cai trị của mình vào năm 1480 cho Louis XI của Pháp với giá 50,000 écus.
Việc thiếu người kế vị là nam giới sẽ khiến Công quốc Bretagne rơi vào tình trạng nội chiến, và điều đó khiến François II phải chính thức kiến lập quyền trị vì của Anne vào ngày 10 tháng 2 năm 1486. Với vị thế của mình, Anne đã được cha mình sắp xếp vô số cuộc hôn nhân quan trọng để tăng tầm ảnh hưởng và bảo vệ Bretagne, bao gồm:
- Năm 1480, bà được đính hôn với Edward, Thân vương xứ Wales, con trai của Quốc vương Edward IV của AnhTuy nhiên, vào năm 1483, Vua Edward IV qua đời, Thân vương Edward biến mất trong một chuỗi nghi án liên quan đến chú của ông là Richard III của Anh. Cuộc đính ước này không bao giờ được nhắc lại nữa.
- Maximilian, Đại công tước Áo, người vừa góa vợ là Marie I xứ Bourgogne.
- Alain xứ Albret, con trai của Catherine xứ Rohan và Jean I xứ Albret. Thông qua mẹ, Alain là cháu cố của Công tước Jean V xứ Bretagne. Mặc dù có lợi về đường hôn nhân, Anne cự tuyệt Alain vì cảm thấy ông ta ghê tởm.
- Louis, Công tước xứ Orléans, họ hàng với đương kim Quốc vương Charles VIII của Pháp. Louis rất mong mỏi cuộc hôn nhân đem về vị thế chính trị này với Anne, dù ông ta đã cưới em gái nhà vua là Jeanne.
- Jean IV xứ Chalon-Arlay, một hậu duệ của Richard, Bá tước xứ Étampes và là cháu của cha bà, Công tước François II. Theo thứ tự kế vị Bretagne, Jean chỉ thua Anne và em gái bà, Isabelle.

Edward Stafford, Công tước thứ 3 xứ Buckingham, Vua Henry VII của Anh đã đề nghị. Nhưng sau đó, Henry Percy, Bá tước thứ 4 xứ Northumberland, đã trả cho Vua Henry khoảng £4000 để Công tước xứ Buckingham cưới con gái lớn nhất của ông ta, Eleanor.

### Vương hậu nước Pháp
Năm 1488, François II bị đánh bại trong Trận Saint-Aubin-du-Cormier, chấm dứt Chiến tranh la Guerre Folle giữa Bretagne và Pháp. Trong Hiệp ước Sablé (19 tháng 8 năm 1488), kết thúc thỏa thuận hòa bình, Công tước buộc phải chấp nhận các điều khoản quy định rằng các con gái của ông không được kết hôn nếu không có sự chấp thuận của Vua Pháp. Với cái chết của François II ngay sau đó (ngày 9 tháng 9 năm 1488) do bị ngã ngựa, Bretagne đã rơi vào một cuộc khủng hoảng mới, dẫn đến cuộc chiến tranh Pháp-Breton cuối cùng. Trước cái chết của mình, Công tước đã hứa với con gái mình sẽ không bao giờ đồng ý với sự khuất phục của Công tước đối với Vương quốc Pháp. Trước khi qua đời, François II đã chỉ định Nguyên soái Rieux bảo vệ con gái mình.
Sau khi chạy trốn khỏi Nantes sau khi chia rẽ các cố vấn của mình về vấn đề hôn nhân, Anne đã lên ngôi Nữ công tước xứ Bretagne tại Rennes vào ngày 10 tháng 2 năm 1489. Ở tuổi 13, vào ngày 19 tháng 12 năm 1490, cô kết hôn với Maximilian I của Áo tại Nhà thờ Rennes. Điều này đã trao cho cô danh hiệu Hoàng hậu của Thánh chế La Mã. Người Pháp coi đó là một sự khiêu khích nghiêm trọng, nó không chỉ vi phạm Hiệp ước Sablé (Quốc vương Pháp không đồng ý kết hôn), mà còn giới thiệu lại một kẻ thù của Pháp là người cai trị Bretagne. Cuộc hôn nhân cũng tỏ ra không hợp thời: người Habsburg quá bận rộn ở Hungary để không chú ý nghiêm túc đến Bretagne, và người Castili đang bận chiến đấu ở Granada. Mặc dù cả Castila và Anh đều gửi một số lượng nhỏ quân đội để bổ sung cho quân đội Ducal, nhưng họ không muốn chiến tranh với Pháp. Mùa xuân năm 1491 đã mang đến những thành công mới của tướng Pháp La Trémoille (người chiến thắng trước đó của Trận Saint-Aubin-du-Cormier), và vua Charles VIII của Pháp đã đến bao vây Rennes, nơi Anne ở lại, để buộc bà từ bỏ cuộc hôn nhân với dòng họ Habsburg.
Sau hai tháng bị bao vây mà không có sự trợ giúp và không thể chống cự được nữa, quân đội Rennes đã thất bại. Charles VIII đã vào thành phố vào ngày 15 tháng 11 và cả hai bên đã ký Hiệp ước Rennes, chấm dứt chiến dịch quân sự thứ tư của Pháp đối với Bretagne. Sau khi từ chối tất cả các cuộc hôn nhân được đề xuất với các hoàng tử Pháp, Anne đã đính hôn với nhà vua vào ngày 17 tháng 11 năm 1491, trong hầm của Jacobins ở Rennes. Sau đó, được hộ tống bởi quân đội của cô ấy, Anne đã đến Langeais để kết hôn. Áo đã phản đối ngoại giao (đặc biệt là trước Tòa thánh), cho rằng cuộc hôn nhân là bất hợp pháp vì cô dâu không sẵn lòng, và đã kết hôn hợp pháp với Maximilian và Charles VIII đã kết hôn hợp pháp với Margaret của Áo, con gái của Maximilian.
Cuộc hôn nhân giữa Anne và vua Charles VIII của Pháp được tổ chức tại Đại lễ đường Château de Langeais vào ngày 6 tháng 12 năm 1491 lúc bình minh. Buổi lễ được kết thúc kín đáo và khẩn cấp vì nó bất hợp pháp cho đến khi Giáo hoàng Innôcentê VIII,xác nhận liên minh vào ngày 15 tháng 2 năm 1492, bằng cách cho phép hủy bỏ hôn nhân với Maximilian. Hợp đồng hôn nhân quy định rằng người nào sống lâu hơn sẽ giữ quyền sở hữu Bretagne; tuy nhiên, nó cũng quy định rằng nếu Charles VIII chết mà không có người thừa kế nam, Anne sẽ kết hôn với người kế vị, do đó đảm bảo các vị vua Pháp có cơ hội thứ hai để sáp nhập Bretagne vĩnh viễn.

### Nữ Công tước và tái hôn
Khi Charles VIII, người thừa kế của Pháp và Bretagne, chết do tai nạn vào ngày 4 tháng 4 năm 1498, Anne 21 tuổi và không có con. Sau đó, bà đích thân phụ trách chính quyền của Công tước Bretagne. Bà đã đưa Philippe de Montauban trở lại là thủ tướng của Bretagne, được đặt tên là Jean de Châlon, Thân vương xứ Oranje, với tư cách là Trung tướng Hered của Bretagne, bổ nhiệm đội ngũ Gilles of Texue, chịu trách nhiệm cho Château de Brest, triệu tập Estates của Britt. ra lệnh sản xuất một đồng tiền vàng mang tên bà. Xung quanh bà, có một nhóm các nhà thơ nổi tiếng trong triều đình, trong đó có nhà văn nhân văn người Ý Publio Fausto Andrelini từ Forlì (người truyền bá việc học mới ở Pháp), nhà sử học Jean Lemaire de Belges và nhà thơ Jean Marot. Cô cũng đã đưa những nhạc sĩ nổi tiếng nhất trong thời đại của mình: Johannes Ockeghem, Antoine de Févin, Loyset Compère và Jean Mouton. Anne của Bretagne là Vương hậu đầu tiên của Pháp xuất hiện với tư cách là người bảo trợ được các nghệ sĩ và nhà văn tìm kiếm trong thời đại của bà. Ba ngày sau khi chồng chết, các điều khoản trong hợp đồng hôn nhân của cô có hiệu lực; tuy nhiên, Quốc vương mới, Louis XII, đã kết hôn, với Joan, con gái của Louis XI và là em gái của Charles VIII. Vào ngày 19 tháng 8 năm 1498, tại Étampes, Anne đã đồng ý kết hôn với Louis XII nếu ông hủy bỏ hôn nhân với Joan trong vòng một năm. Vài ngày sau, quá trình hủy bỏ hôn nhân giữa Louis XII và Joan của Pháp bắt đầu. Khi đó, Anne trở lại Bretagne vào tháng 10 năm 1498.
Cuộc hôn nhân đầu tiên của Louis đã bị Giáo hoàng Alexander VI hủy bỏ. Hợp đồng hôn nhân thứ ba của Anne, ký vào ngày kết hôn của cô (Nantes, ngày 7 tháng 1 năm 1499), được ký kết trong những điều kiện hoàn toàn khác với những điều thứ hai. Cô không còn là một đứa trẻ, mà là một Thái hậu, và quyết tâm đảm bảo sự công nhận các quyền của mình với tư cách là Nữ công tước từ thời điểm đó trở đi. Mặc dù người chồng mới của cô đã thực thi quyền lực của người cai trị ở Bretagne, ông chính thức công nhận quyền của cô với danh hiệu "Nữ công tước xứ Bretagne" và ra quyết định nhân danh cô. Ngoài ra, bà đảm bảo rằng đứa con thứ hai, con trai hay con gái của họ sẽ được thừa hưởng công tước Bretagne, một điều khoản sẽ không được tôn trọng sau này. Lễ đăng quang lần thứ hai của Anne với tư cách là phối ngẫu của Louis XII diễn ra vào ngày 18 tháng 11 năm 1504, một lần nữa tại Nhà thờ Thánh Denis. Anne sống chủ yếu tại Château de Blois, nơi có sự hiện diện của Nữ công tước xứ Bretagne ở khắp mọi nơi. Bà đã xây dựng lăng mộ của cha mẹ mình tại Nhà thờ Nantes. Trong một lần Louis XII bị bệnh, bà đã thực hiện một chuyến đi tới Bretagne.
Với tư cách là một nữ công tước, Anne quyết liệt bảo vệ sự độc lập của danh hiệu. Bà đã sắp xếp cuộc hôn nhân của con gái mình, Claude với Karl của Áo, để củng cố liên minh Pháp-Tây Ban Nha và đảm bảo thành công của Pháp trong Chiến tranh Ý. Hợp đồng hôn nhân được ký kết vào ngày 10 tháng 8 năm 1501 tại Lyon bởi François de Busleyden, Tổng giám mục Besançon, William de Croÿ, Nicolas de Rutter và Pierre Lesseman, tất cả các đại sứ của Công tước Philip của Burgundy, cha của Charles. Tuy nhiên, lễ đính hôn đã bị Louis XII hủy bỏ khi có khả năng Anne sẽ không sinh ra một người thừa kế nam. Thay vào đó, Louis XII đã sắp xếp một cuộc hôn nhân giữa Claude và người thừa kế ngai vàng Pháp, Francis xứ Angoulême. Anne từ chối, thay vào đó, thúc đẩy Claude kết hôn với Karl, hoặc cho cô con gái khác, Renée, để thừa kế Công tước. Chính tại thời điểm này, bà đã có cơ hội đến thăm nhiều nơi chưa bao giờ có thể nhìn thấy khi còn nhỏ. Chính thức đó là một cuộc hành hương đến các đền thờ Bretagne, nhưng trên thực tế, đó là một hành trình chính trị và một hành động độc lập tìm cách khẳng định chủ quyền của bà. Từ tháng 6 đến tháng 9 năm 1505, bà đã thực hiện các chiến thắng trong các thành phố của Công tước, nơi các chư hầu của cô đã tiếp đón bà một cách xa hoa. Ngoài ra, bà đảm bảo việc thu thuế thích hợp.

## Qua đời
Do bị kiệt sức vì nhiều lần mang thai và sảy thai, Anne chết vì sỏi thận ở Château de Blois vào lúc 6 giờ sáng ngày 9 tháng 1 năm 1514. Anne cũng sẽ trao quyền kế vị Bretagne cho cô con gái thứ hai, Renée. Louis phớt lờ điều này, xác nhận Claude là Nữ công tước, và gả cho Francis vào năm sau cái chết của Anne. Khi Francis lên làm vua năm 1515, Công tước xứ Bretagne một lần nữa là trở thành Vương hậu Pháp. Cô được chôn cất tại lễ đường Saint Denis. Đám tang của cô đặc biệt dài, kéo dài 40 ngày và nó truyền cảm hứng cho tất cả các đám tang Vương thất Pháp trong tương lai cho đến thế kỷ 18. Nhân dịp này, Pierre Choqué lần đầu tiên phát âm lời than thở truyền thống: La reine est morte!, La reine est morte!, La reine est morte! (Vương hậu đã chết!, Vương hậu đã chết!, Vương hậu đã chết!). Choqué cũng ghi lại rằng hai Thánh lễ đã được đọc, lần đầu tiên bởi các Cordeliers (tức là Franciscans) và lần thứ hai bởi Jacobins (tức là, Dominicans). Hai bản nhạc cũng được hát, có thể là những bản còn tồn tại của Johannes Prioris và Antoine de Févin. Các động cơ tang riêng biệt của các thành viên khác trong hai dàn hợp xướng hoàng gia cũng tồn tại: Quis dabit oculis của Costanzo Festa và Fiere attropos của Pierre Moulu.
Theo di chúc, trái tim của Anne được đặt trong một thánh tích bằng vàng tráng men, sau đó được chuyển đến Nantes để gửi vào ngôi mộ của cha mẹ cô trong nhà nguyện của các tu sĩ dòng Carmel. Điều này đã được thực hiện vào ngày 19 tháng 3 năm 1514, nhưng sau đó nó đã được chuyển đến Nhà thờ Saint-Pierre. Thánh tích của Anne là một hình hộp hai mảnh hình bầu dục được khớp nối bởi một bản lề, được làm bằng một tấm vàng đẩy lùi và guillochéd, cạnh của một dây đeo bằng vàng và trên đỉnh là một vương miện hoa huệ và cỏ ba lá. Nó được tạo ra bởi một thợ kim hoàn ẩn danh của triều đình Blois, có lẽ được vẽ bởi Jean Perréal. Năm 1792, theo lệnh của Công ước Quốc gia, thánh tích đã bị hủy bỏ và làm trống như một phần của bộ sưu tập kim loại quý thuộc về các nhà thờ. Nó đã được gửi đến Paris để tan chảy, nhưng thay vào đó được lưu giữ trong Thư viện Quốc gia. Nó đã được trả lại cho Nantes vào năm 1819 và được lưu giữ trong nhiều bảo tàng khác nhau; nó đã ở trong Bảo tàng Dobrée từ năm 1896. Di tích này đã bị đánh cắp ngày 13 tháng 4 năm 2018 từ bảo tàng Thomas-Dobree ở Nantes, Pháp. Nó đã được phục hồi và không bị hư hại vào cuối tháng đó.
Lăng mộ của Louis XII và Anne xứ Bretagne, được chạm khắc bằng đá cẩm thạch Carrara, được lắp đặt tại Nhà thờ Thánh Denis năm 1830. Chiếc baldachin nằm trong các cung điện, và trong căn cứ của chiếc quách được mô tả là chiến thắng của Louis XII (Trận Agnadello, Trận chiến khải hoàn vào Milan), tượng của Mười hai sứ đồ và bốn đức tính Hồng y, công việc của anh em Juste, nhà điêu khắc người Ý đã nhận được đơn vào năm 1515. Transi (có chủ nghĩa hiện thực gây sốc đến nỗi nó bao gồm một cái bụng mở được khâu sau trích xuất các ràng buộc) và orans trước khi Prie-dieu đăng quang nền tảng được quy cho Guillaume Regnault. Ngôi mộ bị mạo phạm trong Cách mạng ngày 18 tháng 10 năm 1793 và các thi thể bị ném vào một ngôi mộ tập thể. Alexandre Lenoir đã lưu giữ phần lớn di tích, được bảo tồn trong Bảo tàng Di tích Pháp năm 1795 trước khi được đưa trở lại Vương cung thánh đường dưới thời Phục hồi Bourbon thứ hai.

## Hậu duệ
Với Charles VIII của Pháp:
- Charles Orland, Trữ quân nước Pháp (11 tháng 11 năm 1492 – 16 tháng 12 năm1495). Đứa con trai khỏe mạnh duy nhất của bà, chết vì bệnh sởi khi mới 3 tuổi. An táng tại Nhà thờ Tours.
- Francis (tháng 8 năm 1493). Anne có thai cuối năm 1942 đầu năm 1493 nhưng đi cùng chồng khắp mọi nơi;bà đã chuyển dạ trong một lần lái xe trong rừng Courcelles và đứa trẻ sinh non và chết non. An táng tại nhà thờ Đức Bà Cléry.
- Con gái chết non (tháng 3 năm 1494). Trong lần mang thai thứ ba, Anne tránh đi du lịch (thay vào đó cư trú tại Amboise gần Dauphin). Tuy nhiên, vào tháng 2 năm 1494, cô đi cùng nhà vua đến Lyon, nơi ông đang chuẩn bị khởi hành cho Chiến tranh Ý. Sau khi đến vào ngày 15 tháng 3, cô đã tham dự tất cả các nghi lễ; sự căng thẳng của dịp này khiến cô rơi vào tình trạng chuyển dạ sớm, và đứa trẻ chết non.
- Con gái chết non (tháng 3 năm 1495). Bà đã mang thai lần nữa vào cuối năm 1494, nhưng mất đứa con ngay sau đó.
- Charles, Trữ quân của Pháp (8 tháng 9 năm 1496 - 2 tháng 10 năm 1496). Cái chết của đứa bé đã khiến Anne tạm thời về Moulins trong tuyệt vọng. An táng tại Nhà thờ Tours.
- Francis, Trữ quân của Pháp (tháng 7 năm 1497). Đứa bé chết vài giờ sau khi sinh. An táng tại Nhà thờ Tours.
- Anne của Pháp (20 tháng 3 năm 1498). Cô qua đời vào ngày sinh tại Château de Plessis-lez-Tours. An táng tại Nhà thờ Tours.

Với Louis XII của Pháp:
- Claude của Pháp (13 tháng 10 năm 1499 - 20 tháng 7 năm 1524), người kế vị bà là Nữ công tước xứ Bretagne và sau đó cũng trở thành Vương hậu của Pháp với tư cách là vợ của François I của Pháp
- Sảy thai (1500).
- Con trai chết non (21 tháng 1, không rõ năm).
- Sảy thai (cuối năm 1503).
- Sảy thai (1505).
- Sảy thai (1508).
- Sảy thai (1509).
- Renée của Pháp (25 tháng 10 năm 1510 - 12 tháng 6 năm 1574), kết hôn với Ercole II d'Este, Công tước xứ Ferrara, và trở thành Công tước phu nhân xứ Ferrara.
- Con trai chết non (tháng 1 năm 1512).

Mỗi lần sảy thai hoặc thai chết lưu được cho là đã làm hài lòng Luisa của Savoia đầy tham vọng, người con trai của ông là người thừa kế được cho là theo luật Salic. Thậm chí còn tồn tại những tin đồn đương thời rằng Luisa đã sử dụng phù thủy để giết con trai của Anne. Thông qua cháu gái Marguerite của Pháp, Công tước phu nhân xứ Savoia (con gái út của Claude), Anne xứ Bretagne là tổ tiên của Vittorio Emanuele, Thân vương Napoli, gia tộc Savoy hiện tại là kẻ đòi ngai vàng của Ý. Thông qua cháu gái lớn Claude, Công tước phu nhân xứ Lorraine (con gái của Henry II của Pháp), Anne cũng là tổ tiên của Karl von Habsburg, người đứng đầu hiện tại của gia tộc Habsburg-Lothringen.Thông qua cháu gái Anna d'Este (con gái lớn của Renée), Anne xứ Bretagne cũng là tổ tiên của gia tộc Guise và Savoy-Nemours.

## Phả hệ
| \| \| \| \| \| \| \| \| \| \| \| \| \| \| 16. John xứ Montfort[6]:452 \| \| \| \| \| \| \| \| \| \| \| \| \| \| \| \| \| \| \| \| \| \| \| \| \| \| \| \| \| \| \| \| \| \| \| \| \| \| \| \| \| \| \| \| \| \| \| \| \| \| \| \| \| \| \| \| \| \| \| \| 8. John IV, Công tước xứ Bretagne[6]:452–453 \| \| \| \| \| \| \| \| \| \| \| \| \| \| \| \| \| \| \| \| \| \| \| \| \| \| \| \| \| \| \| \| \| \| \| \| \| \| \| \| \| \| \| \| \| \| \| \| \| \| \| \| \| \| \| \| \| \| \| \| \| \| \| \| \| \| \| \| \| \| \| \| 17. Joanna xứ Flanders[6]:452 \| \| \| \| \| \| \| \| \| \| \| \| \| \| \| \| \| \| \| \| \| \| \| \| \| \| \| \| \| \| \| \| \| \| \| \| \| \| \| \| \| \| \| \| \| \| \| \| \| \| \| \| \| \| \| \| \| \| \| \| \| \| \| \| \| \| \| \| \| \| \| \| 4. Richard, Bá tước xứ Étampes[6]:462–463 \| \| \| \| \| \| \| \| \| \| \| \| \| \| \| \| \| \| \| \| \| \| \| \| \| \| \| \| \| \| \| \| \| \| \| \| \| \| \| \| \| \| \| \| \| \| \| \| \| \| \| \| \| \| \| \| \| \| \| \| \| \| \| \| \| \| \| \| \| \| \| \| 18. Carlos II của Navarra[6]:453 \| \| \| \| \| \| \| \| \| \| \| \| \| \| \| \| \| \| \| \| \| \| \| \| \| \| \| \| \| \| \| \| \| \| \| \| \| \| \| \| \| \| \| \| \| \| \| \| \| \| \| \| \| \| \| \| \| \| \| \| \| \| \| \| \| \| \| \| \| \| \| \| 9. Juana của Navarra[6]:452–453 \| \| \| \| \| \| \| \| \| \| \| \| \| \| \| \| \| \| \| \| \| \| \| \| \| \| \| \| \| \| \| \| \| \| \| \| \| \| \| \| \| \| \| \| \| \| \| \| \| \| \| \| \| \| \| \| \| \| \| \| \| \| \| \| \| \| \| \| \| \| \| \| 19. Jeanne của Pháp[6]:453 \| \| \| \| \| \| \| \| \| \| \| \| \| \| \| \| \| \| \| \| \| \| \| \| \| \| \| \| \| \| \| \| \| \| \| \| \| \| \| \| \| \| \| \| \| \| \| \| \| \| \| \| \| \| \| \| \| \| \| \| \| \| \| \| \| \| \| \| \| \| \| \| 2. François II xứ Bretagne \| \| \| \| \| \| \| \| \| \| \| \| \| \| \| \| \| \| \| \| \| \| \| \| \| \| \| \| \| \| \| \| \| \| \| \| \| \| \| \| \| \| \| \| \| \| \| \| \| \| \| \| \| \| \| \| \| \| \| \| \| \| \| \| \| \| \| \| \| \| \| \| 20. Charles V của Pháp[6]:205 \| \| \| \| \| \| \| \| \| \| \| \| \| \| \| \| \| \| \| \| \| \| \| \| \| \| \| \| \| \| \| \| \| \| \| \| \| \| \| \| \| \| \| \| \| \| \| \| \| \| \| \| \| \| \| \| \| \| \| \| \| \| \| \| \| \| \| \| \| \| \| \| 10. Louis I xứ Orléans[6]:205–207, 462 \| \| \| \| \| \| \| \| \| \| \| \| \| \| \| \| \| \| \| \| \| \| \| \| \| \| \| \| \| \| \| \| \| \| \| \| \| \| \| \| \| \| \| \| \| \| \| \| \| \| \| \| \| \| \| \| \| \| \| \| \| \| \| \| \| \| \| \| \| \| \| \| 21. Jeanne xứ Bourbon[6]:205 \| \| \| \| \| \| \| \| \| \| \| \| \| \| \| \| \| \| \| \| \| \| \| \| \| \| \| \| \| \| \| \| \| \| \| \| \| \| \| \| \| \| \| \| \| \| \| \| \| \| \| \| \| \| \| \| \| \| \| \| \| \| \| \| \| \| \| \| \| \| \| \| 5. Margaret, Bà Bá tước xứ Vertus[6]:462–463 \| \| \| \| \| \| \| \| \| \| \| \| \| \| \| \| \| \| \| \| \| \| \| \| \| \| \| \| \| \| \| \| \| \| \| \| \| \| \| \| \| \| \| \| \| \| \| \| \| \| \| \| \| \| \| \| \| \| \| \| \| \| \| \| \| \| \| \| \| \| \| \| 22. Gian Galeazzo Visconti[6]:206 \| \| \| \| \| \| \| \| \| \| \| \| \| \| \| \| \| \| \| \| \| \| \| \| \| \| \| \| \| \| \| \| \| \| \| \| \| \| \| \| \| \| \| \| \| \| \| \| \| \| \| \| \| \| \| \| \| \| \| \| \| \| \| \| \| \| \| \| \| \| \| \| 11. Valentina Visconti[6]:205–207, 462 \| \| \| \| \| \| \| \| \| \| \| \| \| \| \| \| \| \| \| \| \| \| \| \| \| \| \| \| \| \| \| \| \| \| \| \| \| \| \| \| \| \| \| \| \| \| \| \| \| \| \| \| \| \| \| \| \| \| \| \| \| \| \| \| \| \| \| \| \| \| \| \| 23. Isabelle của Pháp[6]:206 \| \| \| \| \| \| \| \| \| \| \| \| \| \| \| \| \| \| \| \| \| \| \| \| \| \| \| \| \| \| \| \| \| \| \| \| \| \| \| \| \| \| \| \| \| \| \| \| \| \| \| \| \| \| \| \| \| \| \| \| \| \| \| \| \| \| \| \| \| \| \| \| 1. Anna I xứ Bretagne \| \| \| \| \| \| \| \| \| \| \| \| \| \| \| \| \| \| \| \| \| \| \| \| \| \| \| \| \| \| \| \| \| \| \| \| \| \| \| \| \| \| \| \| \| \| \| \| \| \| \| \| \| \| \| \| \| \| \| \| \| \| \| \| \| \| \| \| \| \| \| \| 24. Carlos III của Navarra[7] \| \| \| \| \| \| \| \| \| \| \| \| \| \| \| \| \| \| \| \| \| \| \| \| \| \| \| \| \| \| \| \| \| \| \| \| \| \| \| \| \| \| \| \| \| \| \| \| \| \| \| \| \| \| \| \| \| \| \| \| \| \| \| \| \| \| \| \| \| \| \| \| 12. Blanca I của Navarra[7] \| \| \| \| \| \| \| \| \| \| \| \| \| \| \| \| \| \| \| \| \| \| \| \| \| \| \| \| \| \| \| \| \| \| \| \| \| \| \| \| \| \| \| \| \| \| \| \| \| \| \| \| \| \| \| \| \| \| \| \| \| \| \| \| \| \| \| \| \| \| \| \| 25. Leonor của Castilla[7] \| \| \| \| \| \| \| \| \| \| \| \| \| \| \| \| \| \| \| \| \| \| \| \| \| \| \| \| \| \| \| \| \| \| \| \| \| \| \| \| \| \| \| \| \| \| \| \| \| \| \| \| \| \| \| \| \| \| \| \| \| \| \| \| \| \| \| \| \| \| \| \| 6. Leonor I của Navarra[6]:465 \| \| \| \| \| \| \| \| \| \| \| \| \| \| \| \| \| \| \| \| \| \| \| \| \| \| \| \| \| \| \| \| \| \| \| \| \| \| \| \| \| \| \| \| \| \| \| \| \| \| \| \| \| \| \| \| \| \| \| \| \| \| \| \| \| \| \| \| \| \| \| \| 26. Ferrando I của Aragón[8] \| \| \| \| \| \| \| \| \| \| \| \| \| \| \| \| \| \| \| \| \| \| \| \| \| \| \| \| \| \| \| \| \| \| \| \| \| \| \| \| \| \| \| \| \| \| \| \| \| \| \| \| \| \| \| \| \| \| \| \| \| \| \| \| \| \| \| \| \| \| \| \| 13. Chuan II của Aragón[7] \| \| \| \| \| \| \| \| \| \| \| \| \| \| \| \| \| \| \| \| \| \| \| \| \| \| \| \| \| \| \| \| \| \| \| \| \| \| \| \| \| \| \| \| \| \| \| \| \| \| \| \| \| \| \| \| \| \| \| \| \| \| \| \| \| \| \| \| \| \| \| \| 27. Eleanor của Alburquerque[8] \| \| \| \| \| \| \| \| \| \| \| \| \| \| \| \| \| \| \| \| \| \| \| \| \| \| \| \| \| \| \| \| \| \| \| \| \| \| \| \| \| \| \| \| \| \| \| \| \| \| \| \| \| \| \| \| \| \| \| \| \| \| \| \| \| \| \| \| \| \| \| \| 3. Margarita của Navarra và Foix \| \| \| \| \| \| \| \| \| \| \| \| \| \| \| \| \| \| \| \| \| \| \| \| \| \| \| \| \| \| \| \| \| \| \| \| \| \| \| \| \| \| \| \| \| \| \| \| \| \| \| \| \| \| \| \| \| \| \| \| \| \| \| \| \| \| \| \| \| \| \| \| 28. Archambaud de Grailly[9]:31 \| \| \| \| \| \| \| \| \| \| \| \| \| \| \| \| \| \| \| \| \| \| \| \| \| \| \| \| \| \| \| \| \| \| \| \| \| \| \| \| \| \| \| \| \| \| \| \| \| \| \| \| \| \| \| \| \| \| \| \| \| \| \| \| \| \| \| \| \| \| \| \| 14. John I, Bá tước xứ Foix[9]:23 \| \| \| \| \| \| \| \| \| \| \| \| \| \| \| \| \| \| \| \| \| \| \| \| \| \| \| \| \| \| \| \| \| \| \| \| \| \| \| \| \| \| \| \| \| \| \| \| \| \| \| \| \| \| \| \| \| \| \| \| \| \| \| \| \| \| \| \| \| \| \| \| 29. Isabella, Bà Bá tước xứ Foix[9]:31 \| \| \| \| \| \| \| \| \| \| \| \| \| \| \| \| \| \| \| \| \| \| \| \| \| \| \| \| \| \| \| \| \| \| \| \| \| \| \| \| \| \| \| \| \| \| \| \| \| \| \| \| \| \| \| \| \| \| \| \| \| \| \| \| \| \| \| \| \| \| \| \| 7. Gaston IV, Bá tước xứ Foix[6]:465 \| \| \| \| \| \| \| \| \| \| \| \| \| \| \| \| \| \| \| \| \| \| \| \| \| \| \| \| \| \| \| \| \| \| \| \| \| \| \| \| \| \| \| \| \| \| \| \| \| \| \| \| \| \| \| \| \| \| \| \| \| \| \| \| \| \| \| \| \| \| \| \| 30. Charles I xứ Albret[10] \| \| \| \| \| \| \| \| \| \| \| \| \| \| \| \| \| \| \| \| \| \| \| \| \| \| \| \| \| \| \| \| \| \| \| \| \| \| \| \| \| \| \| \| \| \| \| \| \| \| \| \| \| \| \| \| \| \| \| \| \| \| \| \| \| \| \| \| \| \| \| \| 15. Jeanne xứ Albret[9]:23 \| \| \| \| \| \| \| \| \| \| \| \| \| \| \| \| \| \| \| \| \| \| \| \| \| \| \| \| \| \| \| \| \| \| \| \| \| \| \| \| \| \| \| \| \| \| \| \| \| \| \| \| \| \| \| \| \| \| \| \| \| \| \| \| \| \| \| \| \| \| \| \| 31. Marie de Sully[10] \| \| \| \| \| \| \| \| \| \| \| \| \| \| \| \| \| \| \| \| \| \| \| \| \| \| \| \| \| \| \| \| \| \| \| \| \| \| \| \| \| \| \| \| \| \| \| \| \| \| \| \| |                                           |  |  |  |  |  |  |  |  |  |  |  |                          |  |  |  |
| |                                           |  |  |  |  |  |  |  |  |  |  |  | 16. John xứ Montfort:452 |  |  |  |
| |                                           |  |  |  |  |  |  |  |  |  |  |  |                          |  |  |  |
| |                                           |  |  |  |  |  |  |  |  |  |  |  |                          |  |  |  |
| |                                           |  |  |  |  |  |  |  |  |  |  |  |                          |  |  |  |
| | 8. John IV, Công tước xứ Bretagne:452–453 |  |  |  |  |  |  |  |  |  |  |  |                          |  |  |  |
| |                                           |  |  |  |  |  |  |  |  |  |  |  |                          |  |  |  |
| |                                           |  |  |  |  |  |  |  |  |  |  |  |                          |  |  |  |
| |                                           |  |  |  |  |  |  |  |  |  |  |  |                          |  |  |  |
| | 17. Joanna xứ Flanders:452                |  |  |  |  |  |  |  |  |  |  |  |                          |  |  |  |
| |                                           |  |  |  |  |  |  |  |  |  |  |  |                          |  |  |  |
| |                                           |  |  |  |  |  |  |  |  |  |  |  |                          |  |  |  |
| |                                           |  |  |  |  |  |  |  |  |  |  |  |                          |  |  |  |
| | 4. Richard, Bá tước xứ Étampes:462–463    |  |  |  |  |  |  |  |  |  |  |  |                          |  |  |  |
| |                                           |  |  |  |  |  |  |  |  |  |  |  |                          |  |  |  |
| |                                           |  |  |  |  |  |  |  |  |  |  |  |                          |  |  |  |
| |                                           |  |  |  |  |  |  |  |  |  |  |  |                          |  |  |  |
| | 18. Carlos II của Navarra:453             |  |  |  |  |  |  |  |  |  |  |  |                          |  |  |  |
| |                                           |  |  |  |  |  |  |  |  |  |  |  |                          |  |  |  |
| |                                           |  |  |  |  |  |  |  |  |  |  |  |                          |  |  |  |
| |                                           |  |  |  |  |  |  |  |  |  |  |  |                          |  |  |  |
| | 9. Juana của Navarra:452–453              |  |  |  |  |  |  |  |  |  |  |  |                          |  |  |  |
| |                                           |  |  |  |  |  |  |  |  |  |  |  |                          |  |  |  |
| |                                           |  |  |  |  |  |  |  |  |  |  |  |                          |  |  |  |
| |                                           |  |  |  |  |  |  |  |  |  |  |  |                          |  |  |  |
| | 19. Jeanne của Pháp:453                   |  |  |  |  |  |  |  |  |  |  |  |                          |  |  |  |
| |                                           |  |  |  |  |  |  |  |  |  |  |  |                          |  |  |  |
| |                                           |  |  |  |  |  |  |  |  |  |  |  |                          |  |  |  |
| |                                           |  |  |  |  |  |  |  |  |  |  |  |                          |  |  |  |
| | 2. François II xứ Bretagne                |  |  |  |  |  |  |  |  |  |  |  |                          |  |  |  |
| |                                           |  |  |  |  |  |  |  |  |  |  |  |                          |  |  |  |
| |                                           |  |  |  |  |  |  |  |  |  |  |  |                          |  |  |  |
| |                                           |  |  |  |  |  |  |  |  |  |  |  |                          |  |  |  |
| | 20. Charles V của Pháp:205                |  |  |  |  |  |  |  |  |  |  |  |                          |  |  |  |
| |                                           |  |  |  |  |  |  |  |  |  |  |  |                          |  |  |  |
| |                                           |  |  |  |  |  |  |  |  |  |  |  |                          |  |  |  |
| |                                           |  |  |  |  |  |  |  |  |  |  |  |                          |  |  |  |
| | 10. Louis I xứ Orléans:205–207, 462       |  |  |  |  |  |  |  |  |  |  |  |                          |  |  |  |
| |                                           |  |  |  |  |  |  |  |  |  |  |  |                          |  |  |  |
| |                                           |  |  |  |  |  |  |  |  |  |  |  |                          |  |  |  |
| |                                           |  |  |  |  |  |  |  |  |  |  |  |                          |  |  |  |
| | 21. Jeanne xứ Bourbon:205                 |  |  |  |  |  |  |  |  |  |  |  |                          |  |  |  |
| |                                           |  |  |  |  |  |  |  |  |  |  |  |                          |  |  |  |
| |                                           |  |  |  |  |  |  |  |  |  |  |  |                          |  |  |  |
| |                                           |  |  |  |  |  |  |  |  |  |  |  |                          |  |  |  |
| | 5. Margaret, Bà Bá tước xứ Vertus:462–463 |  |  |  |  |  |  |  |  |  |  |  |                          |  |  |  |
| |                                           |  |  |  |  |  |  |  |  |  |  |  |                          |  |  |  |
| |                                           |  |  |  |  |  |  |  |  |  |  |  |                          |  |  |  |
| |                                           |  |  |  |  |  |  |  |  |  |  |  |                          |  |  |  |
| | 22. Gian Galeazzo Visconti:206            |  |  |  |  |  |  |  |  |  |  |  |                          |  |  |  |
| |                                           |  |  |  |  |  |  |  |  |  |  |  |                          |  |  |  |
| |                                           |  |  |  |  |  |  |  |  |  |  |  |                          |  |  |  |
| |                                           |  |  |  |  |  |  |  |  |  |  |  |                          |  |  |  |
| | 11. Valentina Visconti:205–207, 462       |  |  |  |  |  |  |  |  |  |  |  |                          |  |  |  |
| |                                           |  |  |  |  |  |  |  |  |  |  |  |                          |  |  |  |
| |                                           |  |  |  |  |  |  |  |  |  |  |  |                          |  |  |  |
| |                                           |  |  |  |  |  |  |  |  |  |  |  |                          |  |  |  |
| | 23. Isabelle của Pháp:206                 |  |  |  |  |  |  |  |  |  |  |  |                          |  |  |  |
| |                                           |  |  |  |  |  |  |  |  |  |  |  |                          |  |  |  |
| |                                           |  |  |  |  |  |  |  |  |  |  |  |                          |  |  |  |
| |                                           |  |  |  |  |  |  |  |  |  |  |  |                          |  |  |  |
| | 1. Anna I xứ Bretagne                     |  |  |  |  |  |  |  |  |  |  |  |                          |  |  |  |
| |                                           |  |  |  |  |  |  |  |  |  |  |  |                          |  |  |  |
| |                                           |  |  |  |  |  |  |  |  |  |  |  |                          |  |  |  |
| |                                           |  |  |  |  |  |  |  |  |  |  |  |                          |  |  |  |
| | 24. Carlos III của Navarra                |  |  |  |  |  |  |  |  |  |  |  |                          |  |  |  |
| |                                           |  |  |  |  |  |  |  |  |  |  |  |                          |  |  |  |
| |                                           |  |  |  |  |  |  |  |  |  |  |  |                          |  |  |  |
| |                                           |  |  |  |  |  |  |  |  |  |  |  |                          |  |  |  |
| | 12. Blanca I của Navarra                  |  |  |  |  |  |  |  |  |  |  |  |                          |  |  |  |
| |                                           |  |  |  |  |  |  |  |  |  |  |  |                          |  |  |  |
| |                                           |  |  |  |  |  |  |  |  |  |  |  |                          |  |  |  |
| |                                           |  |  |  |  |  |  |  |  |  |  |  |                          |  |  |  |
| | 25. Leonor của Castilla                   |  |  |  |  |  |  |  |  |  |  |  |                          |  |  |  |
| |                                           |  |  |  |  |  |  |  |  |  |  |  |                          |  |  |  |
| |                                           |  |  |  |  |  |  |  |  |  |  |  |                          |  |  |  |
| |                                           |  |  |  |  |  |  |  |  |  |  |  |                          |  |  |  |
| | 6. Leonor I của Navarra:465               |  |  |  |  |  |  |  |  |  |  |  |                          |  |  |  |
| |                                           |  |  |  |  |  |  |  |  |  |  |  |                          |  |  |  |
| |                                           |  |  |  |  |  |  |  |  |  |  |  |                          |  |  |  |
| |                                           |  |  |  |  |  |  |  |  |  |  |  |                          |  |  |  |
| | 26. Ferrando I của Aragón                 |  |  |  |  |  |  |  |  |  |  |  |                          |  |  |  |
| |                                           |  |  |  |  |  |  |  |  |  |  |  |                          |  |  |  |
| |                                           |  |  |  |  |  |  |  |  |  |  |  |                          |  |  |  |
| |                                           |  |  |  |  |  |  |  |  |  |  |  |                          |  |  |  |
| | 13. Chuan II của Aragón                   |  |  |  |  |  |  |  |  |  |  |  |                          |  |  |  |
| |                                           |  |  |  |  |  |  |  |  |  |  |  |                          |  |  |  |
| |                                           |  |  |  |  |  |  |  |  |  |  |  |                          |  |  |  |
| |                                           |  |  |  |  |  |  |  |  |  |  |  |                          |  |  |  |
| | 27. Eleanor của Alburquerque              |  |  |  |  |  |  |  |  |  |  |  |                          |  |  |  |
| |                                           |  |  |  |  |  |  |  |  |  |  |  |                          |  |  |  |
| |                                           |  |  |  |  |  |  |  |  |  |  |  |                          |  |  |  |
| |                                           |  |  |  |  |  |  |  |  |  |  |  |                          |  |  |  |
| | 3. Margarita của Navarra và Foix          |  |  |  |  |  |  |  |  |  |  |  |                          |  |  |  |
| |                                           |  |  |  |  |  |  |  |  |  |  |  |                          |  |  |  |
| |                                           |  |  |  |  |  |  |  |  |  |  |  |                          |  |  |  |
| |                                           |  |  |  |  |  |  |  |  |  |  |  |                          |  |  |  |
| | 28. Archambaud de Grailly:31              |  |  |  |  |  |  |  |  |  |  |  |                          |  |  |  |
| |                                           |  |  |  |  |  |  |  |  |  |  |  |                          |  |  |  |
| |                                           |  |  |  |  |  |  |  |  |  |  |  |                          |  |  |  |
| |                                           |  |  |  |  |  |  |  |  |  |  |  |                          |  |  |  |
| | 14. John I, Bá tước xứ Foix:23            |  |  |  |  |  |  |  |  |  |  |  |                          |  |  |  |
| |                                           |  |  |  |  |  |  |  |  |  |  |  |                          |  |  |  |
| |                                           |  |  |  |  |  |  |  |  |  |  |  |                          |  |  |  |
| |                                           |  |  |  |  |  |  |  |  |  |  |  |                          |  |  |  |
| | 29. Isabella, Bà Bá tước xứ Foix:31       |  |  |  |  |  |  |  |  |  |  |  |                          |  |  |  |
| |                                           |  |  |  |  |  |  |  |  |  |  |  |                          |  |  |  |
| |                                           |  |  |  |  |  |  |  |  |  |  |  |                          |  |  |  |
| |                                           |  |  |  |  |  |  |  |  |  |  |  |                          |  |  |  |
| | 7. Gaston IV, Bá tước xứ Foix:465         |  |  |  |  |  |  |  |  |  |  |  |                          |  |  |  |
| |                                           |  |  |  |  |  |  |  |  |  |  |  |                          |  |  |  |
| |                                           |  |  |  |  |  |  |  |  |  |  |  |                          |  |  |  |
| |                                           |  |  |  |  |  |  |  |  |  |  |  |                          |  |  |  |
| | 30. Charles I xứ Albret                   |  |  |  |  |  |  |  |  |  |  |  |                          |  |  |  |
| |                                           |  |  |  |  |  |  |  |  |  |  |  |                          |  |  |  |
| |                                           |  |  |  |  |  |  |  |  |  |  |  |                          |  |  |  |
| |                                           |  |  |  |  |  |  |  |  |  |  |  |                          |  |  |  |
| | 15. Jeanne xứ Albret:23                   |  |  |  |  |  |  |  |  |  |  |  |                          |  |  |  |
| |                                           |  |  |  |  |  |  |  |  |  |  |  |                          |  |  |  |
| |                                           |  |  |  |  |  |  |  |  |  |  |  |                          |  |  |  |
| |                                           |  |  |  |  |  |  |  |  |  |  |  |                          |  |  |  |
| | 31. Marie de Sully                        |  |  |  |  |  |  |  |  |  |  |  |                          |  |  |  |
| |                                           |  |  |  |  |  |  |  |  |  |  |  |                          |  |  |  |
| |                                           |  |  |  |  |  |  |  |  |  |  |  |                          |  |  |  |